# Nazarje
Nazarje är en mindre kommun i centrala Slovenien med 2 596 invånare (2010).